# Bošilecký Rybník
Bošilecký Rybník är en sjö i Tjeckien.   Den ligger i regionen Södra Böhmen, i den centrala delen av landet, 110 km söder om huvudstaden Prag. Bošilecký Rybník ligger 417 meter över havet. Arean är 1,5 kvadratkilometer. Den ligger vid sjön Horusický Rybník. Trakten runt Bošilecký Rybník består till största delen av jordbruksmark. Den sträcker sig 1,9 kilometer i nord-sydlig riktning, och 1,8 kilometer i öst-västlig riktning.
Följande samhällen ligger vid Bošilecký Rybník:
- Bošilec (205 invånare)